# SMP/e
SMP/e (System Modification Program/Extended) — базовый элемент операционной системы Z/OS, предназначенный для установки и обновления программных продуктов z/OS, а также инвентаризации установленного программного обеспечения системы.
SMP/e может быть запущен с помощью пакетного задания либо панели ISPF.
Источники устанавливаемых SMP/e программ или обновлений должны быть представлены в виде SYSMOD (system modification)

## SYSMOD
SYSMOD — комбинация элементов устанавливаемого программного продукта и управляющей информации.
Состав SysMod :
- Операторы управления модификацией (Modification control statements (MCS)), которые задают
  - Сам элемент
  - Отношение SYSMOD к другим SYSMOD
- Собственно обновления (текста модуля, макро или другого элемента)

Существует 4 типа SYSMOD:
- Функциональный
- PTF
- APAR
- Пользовательский

### Функциональный SYSMOD
Функциональные SYSMODы представляют собой новый продукт, либо новую версию или релиз продукта, либо же обновление существующих функций существующего продукта системы.
Функция — это поименованная коллекция элементов, обеспечивающая законченную функциональность. Программный продукт состоит из базовых и зависимых функций
Пример кода функционального SYSMOD:
```
++FUNCTION(FUN0001) /* SYSMOD type and identifier. */.
++VER(Z038) /* For MVS SREL */.
++MOD(MOD1) RELFILE(1) /* Introduce this module */
       DISTLIB(AOSFB) /* in this distribution library. */.
++MOD(MOD2) RELFILE(1) /* Introduce this module */
       DISTLIB(AOSFB) /* in this distribution library. */.
++MOD(MOD3) RELFILE(1) /* Introduce this module */
       DISTLIB(AOSFB) /* in this distribution library. */.
++MOD(MOD4) RELFILE(1) /* Introduce this module */
       DISTLIB(AOSFB) /* in this distribution library. */.
```

### PTF
PTF представляют собой обновления, предназначенные для решения возникших проблем.

### APAR
APAR представляют временное решение возникших у пользователя проблем.

### Пользовательский SYSMOD
Пользовательские SYSMODы составляются самими пользователями для изменения существующих функций системы, либо для добавления новых.

## Наборы данных, используемые SMP/e
SMP/e может устанавливать программные элементы в два вида библиотек
- Целевые библиотеки, содержащие исполняемый код, необходимый для запуска программ.
- Дистрибутивные библиотеки, содержащие резервную копию каждого элемента в системе.

Чтобы устанавливать элементы в эти библиотеки SMP использует следующие наборы данных.

### SMPCSI
SMPCSI(SMP Consolidated Software Inventory) представляет собой VSAM набор данных, используемый для контроля за процессом установки и записью результатов. Он может находиться как в одном наборе данных, так и в нескольких. В этом наборе данных SMP/e хранит информацию о системе. Он может быть разбит на несколько разделов, каждый из которых будет относиться к определённой зоне.
Существуют три типа зон:
- Глобальная зона, используемая для записи информации о SYSMODах, записываемых в набор данных SMPPTS. Также она содержит информацию, обеспечивающую SPM/e доступ к зонам других типов и информацию о системных утилитах, которые SMP/e использует для установки элементов. В системе может быть только одна глобальная зона. Также глобальная зона используется как указатель на целевую и дистрибутивную зону(даже если те находятся в другом наборе данных).
- Целевые зоны, используемые для записи информации о статусах и структуре целевых библиотек системы.
- Дистирутивная зона, используемая для записи информации о статусах и структуре дистибутивных библиотек системы.

Всего SMPSCI может содержать до 32766 зон.